# Зыбза
Зыбза (Азипс, Эйбза) — река в России, протекает по границе Абинского и Северского районов Краснодарского края. Образуется слиянием рек Большая и Малая Зыбза. Первая стекает со склона горы Грабовая (575 м), вторая — горы Крестатая (375 м). Устье — в Крюковском водохранилище, в районе хутора Эрастов. Длина реки — около 23 км (32 км — с Большой Зыбзой). Площадь водосборного бассейна — 97,1 км².
Этимология названия реки точно не установлена. Вариант Зыбза вероятно происходит от адыг. зы — «один» и адыг. бзы — «самка» («потерянная», «оставленная»). Вариант Азипс мог произойти от абх. аз — «железо» и адыг. псы — «река». Есть и ещё одно название — «Эзжипс» (адыг. Ххаъбзе).

## Топографическая карта
- Лист карты K-37-5-Г.